# Альдо Поретті
Альдо Поретті (італ. Aldo Poretti, 19 липня 1907 — ?) — швейцарський футболіст, що грав на позиції нападника. Відомий виступами за «Лугано», «Карлсруе», «Янг Бойз», а також національну збірну Швейцарії.

## Клубна кар'єра
Грав у складі клубу «Лугано». В сезоні 1929/30 перейшов до німецького «Карлсруе», але згодом повернувся в попередній клуб.
В 1930 році зіграв за «Серветт» в Кубку Націй. Клуб з Женеви запросив Поретті, а також Лохера з «Грассгоппера», щоб підсилити команду в матчі за 3 місце проти австрійської «Вієнні». Поретті забив єдиний гол своєї команди, але гру виграли австрійці — 1:5.
В 1931 році став у складі «Лугано» володарем Кубка Швейцарії. Забив переможний гол у фіналі проти «Грассгоппера» (2:1) на 117-й хвилині додаткового часу.
В 1936-1939 роках грав за клуб «Янг Бойз».

## Виступи за збірну
В складі національної збірної Швейцарії грав з 1926 по 1936 рік. Провів у її формі загалом 11 матчів і забив 4 голи. 

## Титули і досягнення
- Володар Кубка Швейцарії (1):

«Лугано»: 1930–1931